# 12405 Nespoli
12405 Nespoli eller 1995 RK är en asteroid i huvudbältet som upptäcktes den 3 november 1995 av de båda italienska astronomerna Francesco Manca och Valter Giuliani vid Sormano-observatoriet. Den är uppkallad efter den italienske astronauten Paolo A. Nespoli.
Asteroiden har en diameter på ungefär 2 kilometer.